# Need You Now (chanson de Lady Antebellum)
Pour les articles homonymes, voir Need You Now.
Singles de Lady Antebellum
I Run to You
(2009) American Honey
(2010)
Need You Now est une chanson country pop interprété par le groupe de country américain Lady Antebellum. La chanson est coécrite par Lady Antebellum et Josh Kear, et produit par le trio avec Paul Worley. Elle est le premier single et le titre éponyme de leur second album studio, Need You Now, qui est sorti le 26 janvier 2010. La chanson est leur premier single au Royaume-Uni et en Europe et est sorti le 26 avril 2010. Elle gagne quatre Grammy Awards en 2011, dont ceux de la chanson de l'année et de l'enregistrement de l'année et est la première chanson country à gagner ces prix depuis 2007 et seulement le deuxième de tous les temps.  
Les paroles décrivent un appel passé à quelqu'un au milieu de la nuit en raison de la solitude et de la nostalgie que l’appelant éprouve. Hillary Scott  commente la chanson en disant que « Nous trois nous savions ce que c'est d'arriver à ce point où vous vous sentez assez solitaire que vous appelez à la fin de la nuit que vous pouvez très bien regretter le lendemain. » Charles Kelley dit à The Boot que les responsables de la maison de disques avait initialement des préoccupations concernant les paroles « Je suis un peu ivre », mais le groupe a convaincu les dirigeants de laisser ces paroles dans la chanson.
La chanson passe cinq semaines à la première place du classement Billboard Hot Country Songs à la fin 2009,. Par la suite, Need You Now entre dans différents classement pop et contemporains et devient un titre du top cinq au Canada, en Irlande et en Nouvelle-Zélande et du top dix aux Pays-Bas et en Norvège. La chanson gagne le prix du single de l'année et de la chanson de l'année aux Academy of Country Music Awards 2010, ainsi que la vidéo d'un groupe de l'année aux CMT Music Awards 2010. Dans le classement du 30 mars 2010, la chanson devient le single le mieux classé du groupe dans le Billboard Hot 100 puisque le titre atteint la seconde place soit la meilleure position pour une chanson country dans ce classement depuis Today Was a Fairytale de Taylor Swift qui avait atteint la même position le mois d'avant. Le single est certifié  quadruple disque de platine par la Recording Industry Association of America (RIAA).
Un clip vidéo est tourné pour la chanson et est réalisé par Dave McClister. Dans la vidéo, la chanson a une intro au piano étendue, et présente tous les membres du groupe qui jouent des scènes liées à l'histoire racontée dans les paroles. La chanson sort initialement dans les radios country aux États-Unis et au Canada le 24 août 2009 mais elle est remixée et ressort dans les autres formats dans ces pays et internationalement au début 2010. La chanson prend de l'importance en Europe et en Amérique du Sud. Le trio ré-enregistre la chanson en simlish pour accompagner la sortie de l'extension des Sims 3, Ambitions Le 6 août 2010, la chanson devient le 19e titre la plus téléchargé de l'histoire et vend 4 028 000 exemplaires, et la seconde chanson country la plus téléchargé de l'histoire, juste derrière Love Story de Taylor Swift.

## Réception

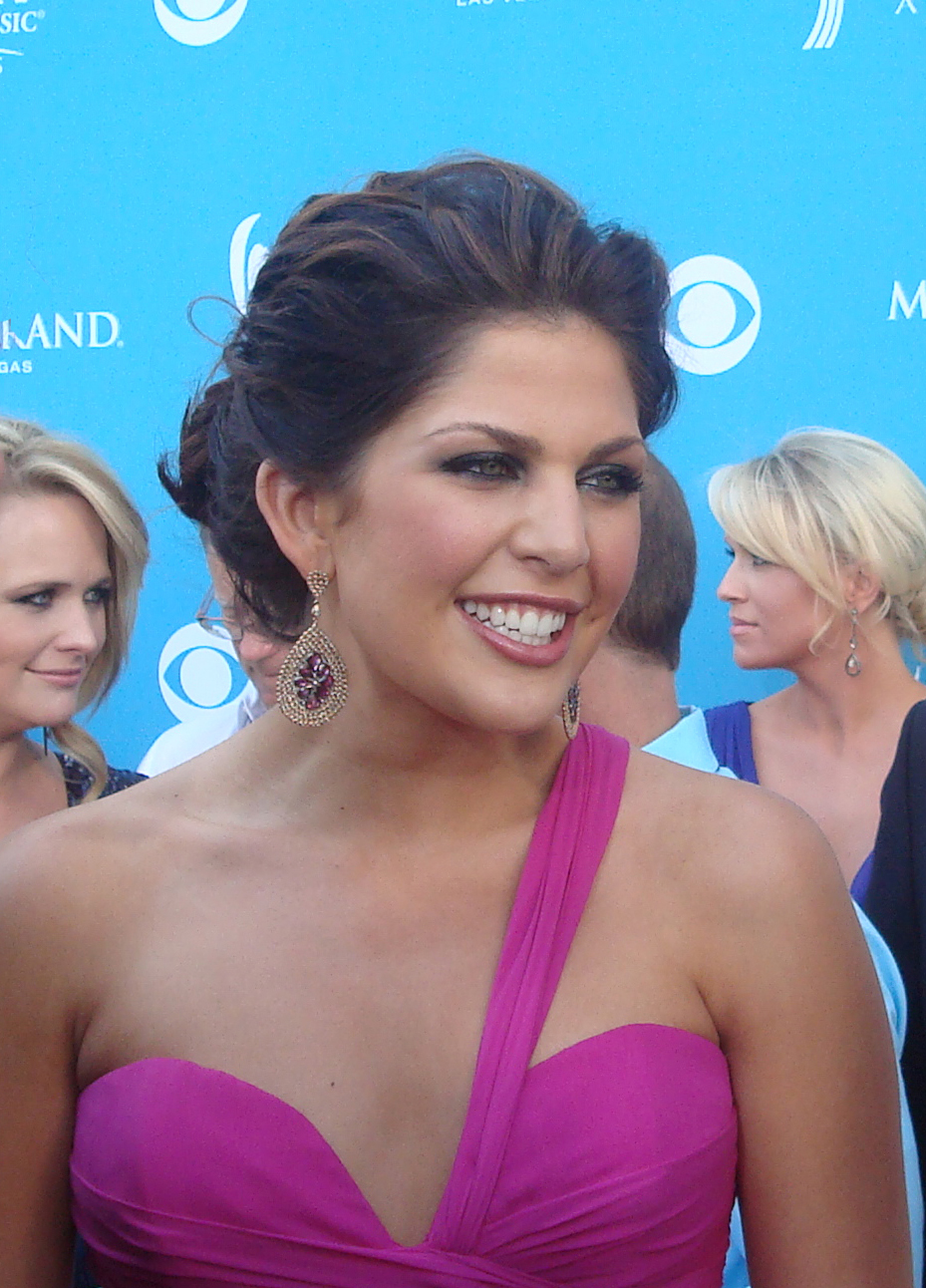
Selon Jim Malec du site web the9513, la voix d'Hillary Scott (ici, en 2010) est parfaite pour une chanson comme Need You Now.

Need You Now reçoit des avis positives de la critique musicale. Il gagne les Grammy Awards en 2011 de l'enregistrement et de la chanson de l'année. La chanson reçoit un avis « très bon » de Jim Malec de site web the 9513. Il dit que même si la voix de Charles Kelley a un « ton étonnamment étouffant », la voix de la chanteuse Hillary Scott va parfaitement pour des chansons « sombres » comme Need You Now. Il dit que les deux chanteurs ont une écorchure dans leurs voix qui font ue la chanson est ressentie comme « réel ». Il reçoit également un avis positif de Ken Tucker de Billboard qui dit « la chanson trouve la alto Scott qui chante avec un Kelley sentimental et ça se connecte avec tous ceux qui rejette un autre être important et qui regrette ça dans les premières heures du matin. ». Bobby Peacock de Roughstock donne également un avis positif qui compare favorablement son son avec celui de I Run to You. Il pense également que le chant rend la chanson « plus profonde » et que Kelley et Scott chante plus efficacement que sur le premier album.
Les critiques en Europe et en Amérique du Nord soulignent également les similarités entre la chanson et Eye in the Sky de The Alan Parsons Project en 1982. Hillary Scott répond en disant qu'elle « n'avait jamais entendu parler de cette chanson »,,.

## Ventes
La chanson devient le second numéro un du trio dans le classement Hot Country Songs le 28 novembre 2009, où il reste à cette place pendant cinq semaines ce qui en fait la première chanson à rester à la première place pendant plus de quatre semaines depuis Our Song  de Taylor Swift qui était resté six semaines numéro un entre décembre 2007 et janvier 2008. Need You Now se classe également à la seconde place du Billboard Hot 100 et du Canadian Hot 100 ce qui en fait le single le mieux classé du groupe et leur premier top 5 dans ces deux classements. Elle est seulement la seconde chanson country à atteindre la première place du classement Billboard Adult Pop Songs, le premier depuis Breathe de Faith Hill, qui avait cette même place en 2000.Dans le classement qui va du 29 mars au 4 avril, Need You Now bat le record détenu par le single de Hoobastank The Reason pour le plus de diffusion en une semaine dans le classement Adult Pop Songs. La chanson débute à la 28e place du UK Singles Chart dans sa première semaine de sortie avant de prendre la 21e place la semaine suivante.
Le 9 décembre 2010, la chanson devient la seconde chanson du Hot 100 de l'année par Billboard. C'est le meilleur classement pour une chanson pop depuis Breathe de Faith Hill qui avait atteint la première place dans le classement de fin d'année du Hot 100 en 2000.
Grâce aux 5 Grammy Awards remportés par le groupe, Need You Now débute à la 32e sur le classement allemand des singles en février 2011, 10 mois après la sortie digitale du single. Avant que cela arrive, la chanson n'avait pas d'explaires vendus pour entrer dans le classement.

## Clip vidéo
David McClister réalise le clip vidéo de la chanson où figure les trois membres de Lady Antebellum qui joue des scènes qui sont liées à l'histoire. La vidéo commence dans un couloir d'un hôtel où Kelley est assis contre un mur et Scott est dans sa chambre, avec Haywood qui joue du piano. Puis, Kelley va dans un café et il boit un verre, où Haywood arrive avec sa petite amie. Scott quitte alors sa chambre et elle appelle un taxi. Kelley quitte le café et sort à part pour aller à un bal costumé, où Scott y va également. Quand ils arrivent au bal, ils voient leurs amoureux qui portent des masques et ils les embrassent. Haywood arrive ensuite au bal avec sa petite amie. La vidéo se termine avec les trois membres qui embrassement leur amoureux. La vidéo a été filmée à Toronto en Ontario au Canada.

## Prix et nominations
| Année | Cérémonie                        | Catégorie                                                      | Résultat   |
| ----- | -------------------------------- | -------------------------------------------------------------- | ---------- |
| 2010  | Academy of Country Music         | Enregistrement de l'année                                      | Lauréat    |
| 2010  | Academy of Country Music         | Chanson de l'année                                             | Lauréat    |
| 2010  | Academy of Country Music         | Vidéo de l'année                                               | Nomination |
| 2010  | CMT Music Awards                 | Vidéo d'un groupe de l'année                                   | Lauréat    |
| 2010  | CMT Music Awards                 | Vidéo de l'année                                               | Nomination |
| 2010  | Teen Choice Awards               | Choix Musical: Chanson Country                                 | Nomination |
| 2010  | Country Music Association Awards | Single de l'année                                              | Lauréat    |
| 2010  | Country Music Association Awards | Vidéoclip de l'année                                           | Nomination |
| 2010  | American Country Awards          | Single de l'année                                              | Lauréat    |
| 2010  | American Country Awards          | Single d'un duo/groupe                                         | Lauréat    |
| 2010  | American Country Awards          | Vidéoclip de l'année                                           | Nomination |
| 2010  | American Country Awards          | Vidéo d'un duo/groupe                                          | Lauréat    |
| 2011  | Grammy Awards                    | Enregistrement de l'année                                      | Lauréat    |
| 2011  | Grammy Awards                    | Chanson de l'année                                             | Lauréat    |
| 2011  | Grammy Awards                    | Meilleure performance country d'un duo ou un groupe avec chant | Lauréat    |
| 2011  | Grammy Awards                    | Meilleure chanson country                                      | Lauréat    |

## Musiciens
Les musiciens suivantes sont présents sur cette piste:
- Chad Cromwell – batterie
- Jason "Slim" Gambill – guitare électrique
- Dave Haywood –  guitare acoustique
- Charles Kelley – chant
- Rob McNelley – guitare électrique (solo)
- Michael Rojas – piano, synthétiseur
- Hillary Scott – chant
- Paul Worley – guitare acoustique, guitare électrique
- Craig Young – guitare basse

## Classements, certifications et successions
| Classement (2009-2011)                  | Meilleure position |
| --------------------------------------- | ------------------ |
| Allemagne (Media Control AG)            | 32                 |
| Allemagne (Digital)                     | 29                 |
| Australie (ARIA)                        | 27                 |
| Autriche (Ö3 Austria Top 40)            | 18                 |
| Belgique (Flandre Ultratop 50 Singles)  | 13                 |
| Belgique (Wallonie Ultratop 50 Singles) | 37                 |
| Brésil                                  | 11                 |
| Canada (Hot 100)                        | 2                  |
| Danemark (Tracklisten)                  | 17                 |
| France (SNEP)                           | 56                 |
| Finlande (Suomen virallinen lista)      | 12                 |
| Irlande (IRMA)                          | 3                  |
| Japon                                   | 12                 |
| Pays-Bas (Single Top 100)               | 7                  |
| Pays-Bas (Nederlandse Top 40)           | 7                  |
| Nouvelle-Zélande (RMNZ)                 | 5                  |
| Norvège (VG-lista)                      | 8                  |
| Espagne (PROMUSICAE)                    | 30                 |
| Suède (Sverigetopplistan)               | 13                 |
| Suisse (Schweizer Hitparade)            | 11                 |
| Royaume-Uni (UK Singles Chart)          | 21                 |
| États-Unis (Hot 100)                    | 2                  |
| États-Unis (Adult Contemporary)         | 1                  |
| États-Unis (Adult Pop Songs)            | 1                  |
| États-Unis (Country Songs)              | 1                  |
| États-Unis (Dance Club Songs)           | 15                 |
| États-Unis (Pop Airplay)                | 2                  |

| Classement (2010)            | Position |
| ---------------------------- | -------- |
| Canada                       | 9        |
| Pays-Bas                     | 18       |
| Israël                       | 8        |
| Japon                        | 80       |
| Suisse                       | 50       |
| Billboard Hot 100            | 2        |
| Billboard Adult Contemporary | 1        |
| Billboard Country Songs      | 48       |
| Billboard Pop Songs          | 24       |
| Billboard Adult Pop Songs    | 3        |
| Billboard Radio Songs        | 1        |
| Billboard Digital Songs      | 7        |
| Billboard Ringtones          | 1        |

| Pays             | Certificateur | Certification | Ventes         |
| ---------------- | ------------- | ------------- | -------------- |
| États-Unis       | RIAA          | 5 x Platine   | + de 4 028 000 |
| Australie        | ARIA          | Platine       | + de 70 000    |
| Nouvelle-Zélande | RIANZ         | Or            | + de 7 500     |

## Release history
| Pays        | Date          | Label             |
| ----------- | ------------- | ----------------- |
| États-Unis  | 24 août 2009  | Capitol Nashville |
| Allemagne   | 23 avril 2010 | Capitol Nashville |
| Italie      | 23 avril 2010 | Capitol Nashville |
| Royaume-Uni | 30 avril 2010 | Parlophone        |